# Цінь Кай
Цінь Кай  (кит.: 秦凯, 31 січня 1986) — китайський стрибун у воду, дворазовий олімпійський чемпіон.

## Виступи на Олімпіадах
| Олімпіада   | Дисципліна                   | Місце |
| ----------- | ---------------------------- | ----- |
| Пекін 2008  | трамплін                     | 3     |
| Пекін 2008  | синхронні стрибки з трамліна | 1     |
| Лондон 2012 | трамплін                     | 2     |
| Лондон 2012 | синхронні стрибки з трамліна | 1     |
| Ріо 2016    | синхронні стрибки з трамліна | 3     |